# Le chiavi di casa
Le chiavi di casa (en italià Les claus de casa) és una pel·lícula de coproducció germano-italiana del 2004 dirigida per Gianni Amelio amb un guió basat en la narració curta Nati due volte de Giuseppe Pontiggia, en la qual indaga en la paternitat i els seus conflictes, i en la naturalesa de la discapacitat física i psíquica.

## Sinopsi
Paolo va néixer després d'un part difícil i pateix danys físics i mentals. El seu pare, Gianni, en veure com la seva amant moria en donar a llum a un fill minusvàlid psíquic, el va abandonar i no ha tornat a veure'l des de llavors. Quan quinze anys després Paolo necessita viatjar a Berlín per motius mèdics, coneix al seu pare i entre ells comença una bonica relació en la qual Gianni aprèn a estimar al seu fill i, gràcies a Nicole, una dona forta amb una filla discapacitada que coneix a l'hospital, a superar la culpa d'haver-lo abandonat.

## Repartiment
- Kim Rossi Stuart: Gianni
- Andrea Rossi : Paolo
- Charlotte Rampling: Nicole
- Alla Faerovich : Nadine
- Pierfrancesco Favino: Alberto
- Manuel Katzy : taxista
- Michael Weiss : Andreas
- Thorsten Schwarz : infermer
- Dirk Zippa : noi en cadira de rodes
- Barbara Koster-Chari : infermera
- Anita Bardeleben : doctora

## Premis
Va participar en la 61a Mostra Internacional de Cinema de Venècia, i tot i que no va guanyar el Lleó d'Or, va obtenir els Premi Pasinetti, el premi Sergio Trasatti de la Rivista del Cinematografo, i el premi Cineavvenire. Tenia set nominacions als premis David di Donatello de 2005 però nomes va guanyar el premi al millor so (Alessandro Zanon) Tenia vuit nominacions al Nastro d'Argento i en va guanyar tres: millor director (Gianni Amelio), millor fotografia (Luca Bigazzi) i millor so (Zanon). També va guanyar el Globo d'oro al millor actor protagonista (Kim Rossi Stuart) També va guanyar dos Ciak d'oro al millor actor no protagonista (Pierfrancesco Favino) i al millor guió (Gianni Amelio, Sandro Petraglia i Stefano Rulli) D'altra banda, també li fou atorgat per Cartelera Turia el Premi Turia a la millor pel·lícula estrangera.